# Placophorina obtecta
Placophorina obtecta är en tvåvingeart som först beskrevs av Borgmeier 1936.  Placophorina obtecta ingår i släktet Placophorina och familjen puckelflugor.
Artens utbredningsområde är Costa Rica. Inga underarter finns listade i Catalogue of Life.